# ياروسلاف الحكيم
يارسلاف الأول يلقب يارسلاف الحكيم (إسكندنافية قديمة: Jarizleifr; سلافية شرقية قديمة وروسية: Ярослав Мудрый; أوكرانية: Ярослав Мудрий) هو الأمير الكبير في نوفغورود (1010-1034) وكييف (1016-1018 ,1019-1054) ووحد إماراتين اثنين في وقت واحد تحت حكمه. أبوه الأمير فلاديمير الأول (معمد روسيا). أسس ياروسلاف مدينتي ياروسلافل ويوريف (حاليا تسمى تارتو في استونيا) وفي أيامه صدرت «الحقيقة الروسية» وهي أول مجموعة قوانين في روسيا القديمة، أما أمه فهي الأميرة روجنيدا من بولوتسك. ولد ياروسلاف حوالي عام 978 وعند تعميده منح اسم غيورغي (أو يوري حسب الترجمة الروسية) وفي أثناء حكم الأمير مجد حاميه – القديس غيورغي، حيث سميت باسمه المدن المبنية حديثا (مثل مدينة يوريف).

## حياته
في بداية القرن الحادي عشر كان الأمير ياروسلافل اميرا لروستوف وبالذات في هذه الفترة حسب المعطيات اسس مدينة ياروسلافل على نهر الفولغا. بعد وفاة اخيه الكبير أصبح اميرا لامارة نوفغورد ورفض دفع الإتاوة إلى والده فلاديمير، الذي ردا على ذلك بدأ بالتحضير لمحاربة ابنه، الا انه توفى وبعد ذلك بدأ ياروسلاف الصراع من اجل عرش الامارة ضد اخيه سفياتوبولك الأول. في سنة 1016 احتل كييف عاصمة دولة روس كييف، الا انه حصل على لقب أمير كييف المعظم بعد انتصاره الكامل على سفياتوبولك ووفاته عام 1019. لقد خاض يارسلاف حروبا كثيرة وبهذا فقط تشكلت آنذاك تكونت صورة الممتلكات الأميرية. واشترك واخيه مستيسلاف في الهجوم على شعب الياسويين، وانتصر على شعب تشود وبنى على ارضهم مدينة يوريف، وغزا الأراضي البولندية، وقاد حملة على ليتوانيا.
انتصر يارسلاف على أبناء قوم بيتشينيغ الذين ازعجوا روسيا بغزواتهم. وبنى على شرف هذا الحدث كاتدرائية القديسة صوفيا في مدينة كييف. ولم يعتمد يارسلاف في بناء علاقاته مع الجيران على حد السيف فقط، بل بناها بنجاح مع الدول الأخرى معتمدا على «دبلوماسية التزاوج»، فزوجة ياروسلاف إنغيغيردا كانت ابنة ملك السويد اولاف شيوتكونونغ. ولجأ إلى يارسلاف افراد من السلالات الاوربية الحاكمة الذين كان يهددهم خطر الموت في اوطانهم (حصل الأميران البولنديان بيسبريم واوتو عام 1025 على الملاذ لدى الأمير ياروسلاف، وفي عام 1028 حصل ملك النرويج اولاف وابنه ماغنوس على اللجوء في نوفغورود، وفي اواخر عام 1030 هرب إلى كييف ولي العهد الإنجليزي ادوارد الطريد). وتجسيدا للاتحاد مع بولندا زوج ياروسلاف اخته من ملك بولندا، وأصبحت ابنته آنَا التي عرفت بذكائها ومعارفها زوجة لهنري الأول ملك فرنسا ووالدة فيليب الأول.
ان اهمية ياروسلاف في تاريخ روسيا كبيرة، ففي ايامه ازدهرت جدا مدينة كييف – عاصمة روس القديمة وبني أول الاديرة في روسيا وجرت ترجمة مكثفة للكتب البيزنطية إلى اللغة الروسية القديمة. وضع يارسلافل «نظام الكنيسة» الذي ثبت فيه مبادئ العلاقات الاجتماعية في المجال الكنسي، واصدر «الحقيقة الروسية» أول مجموعة قوانين في روس القديمة.

## معرض صور

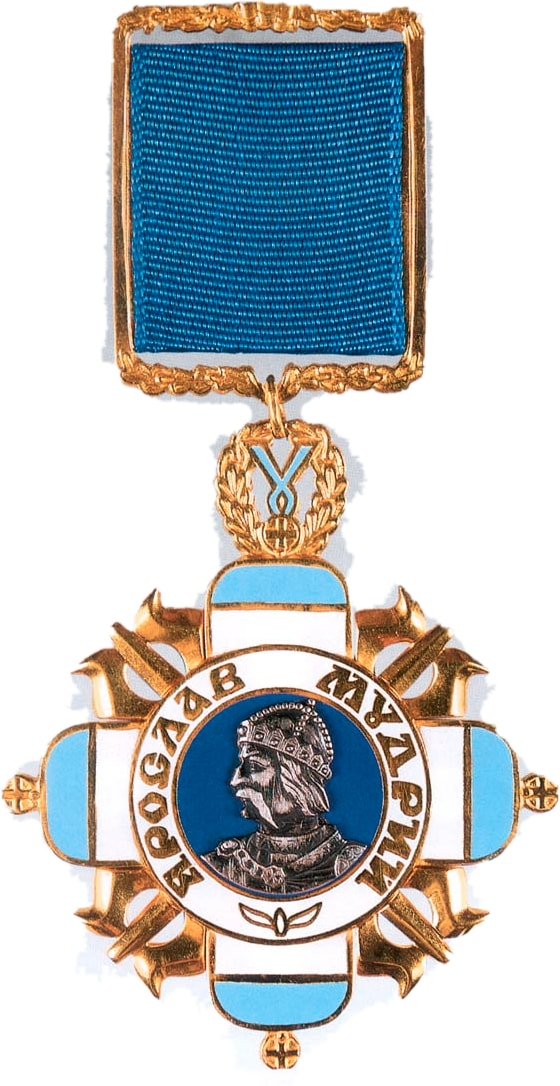
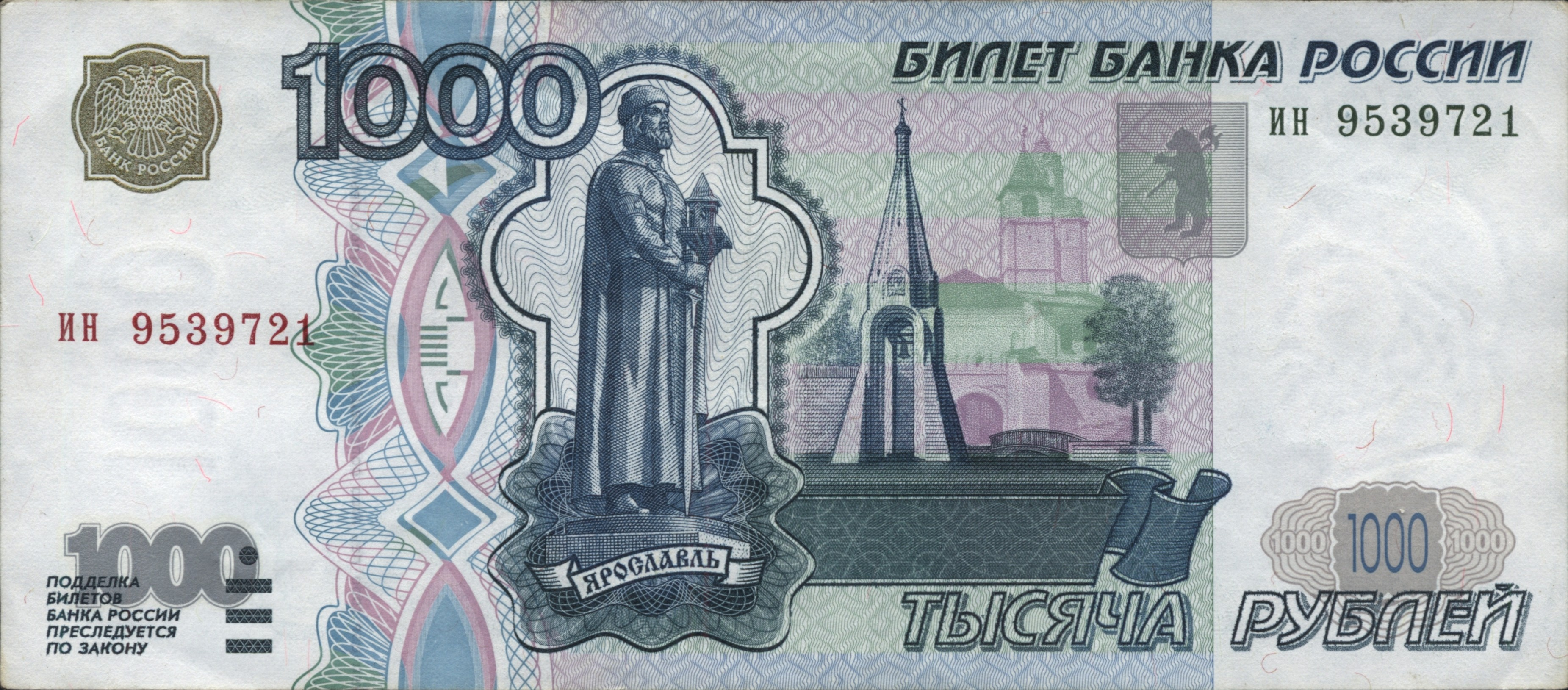
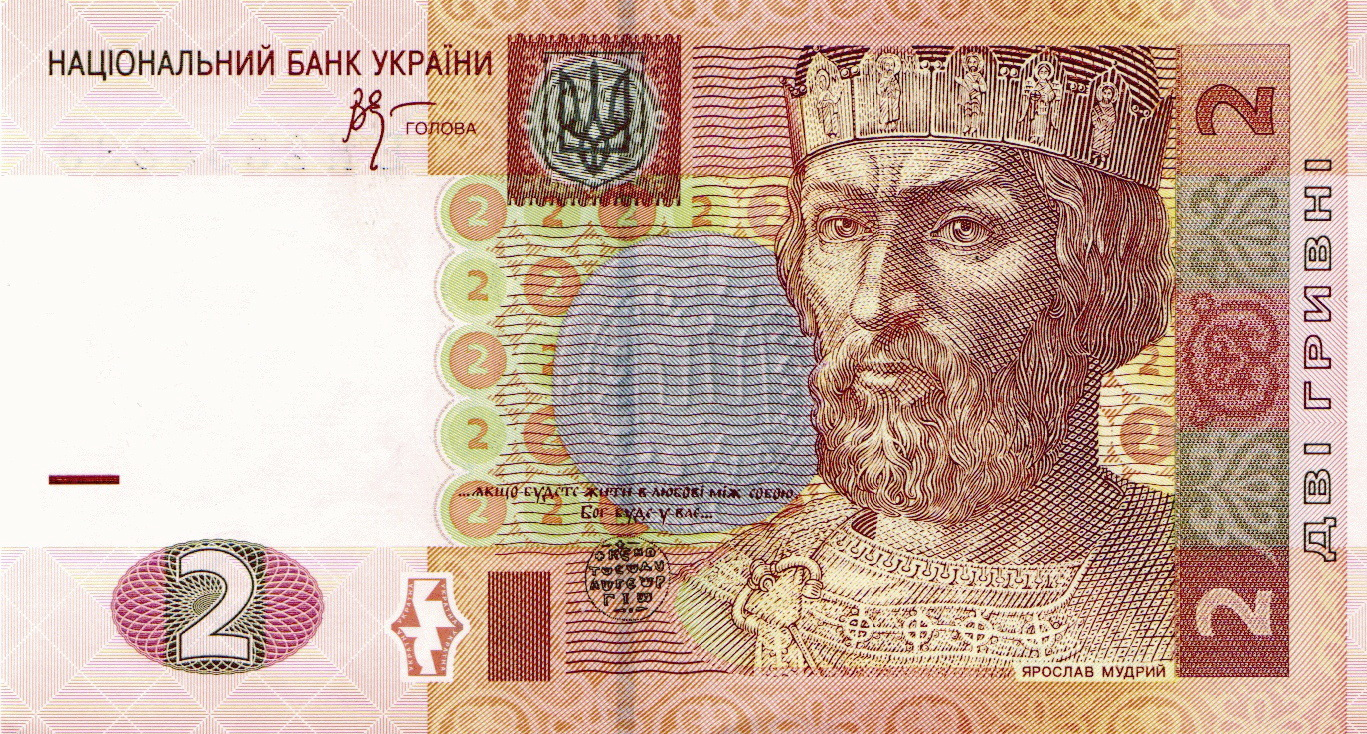